# Hedma rhamnifoliae
Hedma rhamnifoliae is een vlinder uit de familie tastermotten (Gelechiidae). De wetenschappelijke naam van deze soort is voor het eerst geldig gepubliceerd in 1931 door Amsel & Hering.
De soort komt voor in tropisch Afrika.